# 真田信弘
真田 信弘（さなだ のぶひろ）は、江戸時代中期の大名。信濃国松代藩の第4代藩主。

## 経歴
- 1670年（寛文10年） 真田信就（2代藩主真田信政の長男）の七男として生まれる。
- 1700年（元禄13年） 分家旗本2000石の真田信親の養子となり、寄合に列する。
- 1703年（元禄16年） 3代藩主真田幸道の長男・源次郎の死去により松代藩養嗣子となる。
- 1727年（享保12年）7月 幸道の死去により松代藩の家督を相続。
- 1736年（元文元年）12月27日 藩主在任中に死去（享年67）。長男・幸詮はすでに早世していたため、家督は三男・信安が相続。

## 官歴
- 1704年（宝永元年）：従五位下出羽守
- 1727年（享保12年）：伊豆守
- 1730年（享保15年）：弾正忠

## 系譜
父母
- 真田信就（実父）
- 小野氏 ー 側室（母）
- 真田信親（養父）[1]
- 真田幸道（養父）[2]

正室
- 与伊、清岸院 ー 松平頼純の娘

側室
- 藤田氏 ー 冷厳院
- 美加, 智岸院 ー 前田美和の娘

子女
- 真田幸詮（長男）生母は冷厳院（側室）
- 真田信安（三男）生母は冷厳院（側室）
- 柳生俊峯（四男）生母は冷厳院（側室）
- 真田繁信（五男）生母は前田氏（側室）
- 本多忠盈（六男）生母は前田氏（側室）
- 柳沢信鴻継室、生母は前田氏（側室）
- 一柳末栄継室、生母は前田氏（側室）